# ويليام يوجين إيفانز
ويليام يوجين إيفانز (بالإنجليزية: William Eugene Evans)‏ هو عالم بيئة أمريكي، ولد في 11 أكتوبر 1930 في إلخارت في الولايات المتحدة، وتوفي في 12 أكتوبر 2010 في بريان في الولايات المتحدة.